# Identidad de Parseval
En álgebra, la identidad de Parseval, también conocida como la igualdad de Parseval, es una generalización del teorema de Pitágoras aplicado a los espacios de Hilbert separables. Si B es una base ortonormal en un espacio vectorial producto interno de dimensión finita {\displaystyle q}, entonces
{\displaystyle \|x\|^{2}=\langle x,x\rangle =\sum _{i=1}^{q}\left|\langle v_{i},x\rangle \right|^{2}}
El nombre procede de la relación de Parseval para las series de Fourier, que es un caso especial.
La identidad de Parseval se puede demostrar mediante el teorema de Riesz-Fischer.

## Demostración
Sea {\displaystyle B=\{v_{1},v_{2},...,v_{q}\}} una base ortogonal de un espacio producto interno {\displaystyle \mathrm {V_{\mathbb {K} }} } de cuerpo {\displaystyle \mathbb {K} },  {\displaystyle {\bigl (}\mathbb {K} =\mathbb {R} } o {\displaystyle \mathbb {K} =\mathbb {C} {\bigr )}}
Se demuestra que {\displaystyle \forall x\in \mathrm {V_{\mathbb {K} }} }: 
{\displaystyle x=\sum _{i=1}^{q}\alpha _{i}v_{i}}
entonces {\displaystyle \alpha _{i}={\frac {\langle x,v_{i}\rangle }{||v_{i}||^{2}}}} , con {\displaystyle i=1,2,...,q}
donde {\displaystyle \alpha _{i}} son las coordenadas en base {\displaystyle B} del vector {\displaystyle x}. Entonces
{\displaystyle x=\sum _{i=1}^{q}{\frac {\langle x,v_{i}\rangle }{||v_{i}||^{2}}}v_{i}}
Si la base {\displaystyle B} es ortonormal, {\displaystyle ||v_{i}||=1}, entonces resulta:
{\displaystyle x\doteq \sum _{i=1}^{q}{\langle x,v_{i}\rangle }{}v_{i}}
Para este caso, puede calcularse:
{\displaystyle {\begin{aligned}||x||^{2}&=\langle x,x\rangle \\&=\langle \sum _{i=1}^{q}\langle x,v_{i}\rangle v_{i},\sum _{i=1}^{q}\langle x,v_{i}\rangle v_{i}\rangle \\&=\langle \langle v_{1},x\rangle v_{1},\langle v_{1},x\rangle v_{1}\rangle +\langle \langle v_{2},x\rangle v_{2},\langle v_{2},x\rangle v_{2}\rangle +\cdots +\langle \langle v_{q},x\rangle v_{q},\langle v_{q},x\rangle v_{q}\rangle \end{aligned}}}
Por dos de los axiomas del producto interno, {\displaystyle (x,zy)={\bar {z}}(x,y)}, con {\displaystyle z\in \mathbb {K} }  y {\displaystyle (x,y)={\overline {(y,x)}}}
resulta {\displaystyle (z'x,zy)={\overline {z'{\bar {z}}(y,x)}}=z{\bar {z'}}{\overline {(y,x)}}}  con {\displaystyle z} y {\displaystyle z'\in \mathbb {K} }  , entonces:
{\displaystyle ||x||^{2}={\Bigl (}{\overline {(v_{1},x)}}(v_{1},x)(v_{1},v_{1}){\Bigr )}+{\Bigl (}{\overline {(v_{2},x)}}(v_{2},x)(v_{2},v_{2}){\Bigr )}+...+{\Bigl (}{\overline {(v_{q},x)}}(v_{q},x)(v_{q},v_{q}){\Bigr )}}
Como {\displaystyle (v_{i},v_{i})=||v_{i}||^{2}}, y la base {\displaystyle B} es ortonormal  {\displaystyle \Rightarrow ||v_{i}||=1}. 
Además, usando la propiedad de los número complejos, {\displaystyle z\cdot {\bar {z}}=|z|^{2}}, con {\displaystyle z\in \mathbb {K} } entonces:
{\displaystyle ||x||^{2}=|(v_{1},x)|^{2}+|(v_{2},x)|^{2}+\cdots +|(v_{q},x)|^{2}}
quedando entonces la expresión
{\displaystyle \|x\|^{2}=\sum _{i=1}^{q}\left|(v_{i},x)\right|^{2}}

## Relación con series de Fourier
Informalmente podemos expresar la identidad de Parseval aplicada a las series de Fourier, tanto en forma compleja como real.
Forma compleja (o exponencial):
{\displaystyle {\frac {1}{T}}\int _{-T/2}^{T/2}\left|f(x)\right|^{2}\mathrm {d} x=\sum _{n=-\infty }^{\infty }|c_{n}|^{2}}
Forma real (o trigonométrica):
{\displaystyle {\frac {2}{T}}\int _{-T/2}^{T/2}\left|f(x)\right|^{2}\mathrm {d} x={\frac {a_{0}^{2}}{2}}+\sum _{n=1}^{\infty }(a_{n}^{2}+b_{n}^{2})}
Siendo {\displaystyle T} el periodo y {\displaystyle c_{n}}, {\displaystyle a_{n}}, {\displaystyle b_{n}} los coeficientes de Fourier complejos y reales respectivamente. (Aquí se utiliza la convención de que {\textstyle a_{0}={\frac {2}{T}}\int _{-T/2}^{T/2}f(x)\mathrm {d} x}, en otro caso el coeficiente de {\displaystyle a_{0}^{2}} será diferente).